# 41e division de fusiliers de la Garde
Pour les articles homonymes, voir 41e division.
« 41e division de chars de la Garde » redirige ici. Pour l'unité existant sous ce nom entre 1957 et 1965, voir 117e division de fusiliers de la Garde.
La 41e division de fusiliers de la Garde est une division d'infanterie d'élite de l'Armée rouge. Créée en août 1942, sur la base de la 1re formation du 10e corps aéroporté (ru), elle sert dans ce rôle jusqu'après la fin de la Grande Guerre patriotique.
C'est la dernière d'une série de dix divisions de fusiliers de la Garde formées à partir de corps aéroportés au printemps et à l'été 1942. Elle est brièvement affectée à la 1re armée de la Garde au sein du front de Stalingrad, puis à la 24e armée au sein du front du Don, et subit de lourdes pertes au nord de Stalingrad avant d'être retiré dans la réserve du haut commandement suprême pour une reconstruction substantielle. De retour dans la 1re armée de la Garde sur le front du Sud-Ouest en novembre, elle participe à l'opération Petit Saturne au sein du 4e corps de fusiliers de la Garde, puis s'avança dans le Donbass où elle est rattrapée par la contre-offensive allemande au printemps 1943. Au cours de l'été et de l'automne, la division progresse à travers l'est de l'Ukraine au sein de la 6e, puis de la 57e armée sous plusieurs commandements de corps. Elle restera dans la partie sud du front pendant toute la durée de la guerre. En février 1944, elle fait partie de la 7e armée de la Garde et participa à la bataille pour la poche de Korsoun, remportant ainsi son premier titre honorifique. Peu de temps après, elle est transférée à la 4e armée de la Garde, où il restera pour la durée. La 41e division de la Garde participe de manière limitée à la première offensive Jassi-Kichinev au printemps, mais beaucoup plus lors de la deuxième offensive d'août et plusieurs de ses sous-unités reçoivent des titres honorifiques ou des décorations. La division elle-même remporte un deuxième titre honorifique lors de l'offensive en Hongrie en janvier 1945 et est ensuite décorée pour son rôle dans la prise de Budapest. Après la chute de Vienne en avril, elle sert brièvement en garnison dans la ville avant d'être dirigée vers l'ouest, en Basse-Autriche, où elle fait la jonction avec les forces américaines dans les derniers jours de la guerre. En octobre, alors qu'elle est encore en Autriche, elle est convertie en 18e division mécanisée de la Garde. Stationnée en Ukraine et devenue une division de chars en 1957, numérotée 41e division de chars de la Garde en 1965, elle devient une base de stockage à la fin de la Guerre froide.

## Création
Le 10e corps aéroporté est formé en septembre 1941 dans le district militaire de la Volga, mais ne termine officiellement la formation de ses brigades et de son quartier général que le 5 décembre, après quoi il a été transféré dans le district militaire de Moscou. La STAVKA a employé le Corps pour mener des opérations d'assaut aérien à l'ouest de Moscou au cours de sa contre-offensive hivernale et il subit de lourdes pertes dans l'action. Les corps aéroportés étaient des unités à peu près de taille divisionnaire composées de trois brigades d'environ 3 000 hommes chacune. Puisqu'ils étaient considérés comme une infanterie légère d'élite, la STAVKA a décidé qu'ils pourraient se voir attribuer le statut de Gardes lors de leur reconstitution. Le régiment d'artillerie et de nombreuses autres sous-unités ont dû être formés de toutes pièces. De mars à juillet 1942, le corps est en reconstitution puis à l'entraînement dans la région de Moscou avant d'être rebaptisé 41e division de fusiliers de la Garde le 6 août et de partir pour le front 48 heures plus tard. Une fois que les sous-unités ont reçu leurs désignations, l'ordre de bataille de la division était le suivant :
- 122e régiment de fusiliers de la Garde (issu de la 23e brigade aéroportée)
- 124e régiment de fusiliers de la Garde (issu de la 24e brigade aéroportée)
- 126e régiment de fusiliers de la Garde (issu de la 25e brigade aéroportée)
- 89e régiment d'artillerie de la Garde
- 44e bataillon antichar de la Garde
- 52e batterie antiaérienne de la Garde (jusqu'au 20 avril 1943)
- 37e compagnie de reconnaissance de la Garde
- 44e bataillon de sapeurs de la Garde
- 174th bataillon de transmissions de la Garde (plus tard 55e compagnie)
- 45e bataillon médical/sanitaire de la Garde
- 43e compagnie de défense chimique (anti-gaz) de la Garde
- 38e Compagnie de transport automobile de la Garde
- 40e Boulangerie de campagne de la Garde
- 34e hôpital vétérinaire divisionnaire de la Garde
- 2144e succursale postale de campagne
- 570e bureau extérieur de la Banque d'État

Le colonel Nikolaï Petrovitch Ivanov, qui dirigeait le 10e corps aéroporté depuis l'année précédente, est resté aux commandes de l'unité lorsqu'elle a été renommée. Il sera promu au grade de major général le 19 janvier 1943. Le matin du 4 août, la STAVKA publie une directive visant à diviser le Front de Stalingrad existant en deux : un front Stalingrad tronqué et un nouveau Front du Sud-Est. Cette dernière devait contenir la 1re armée de la Garde nouvellement créée, formée à partir des cinq dernières divisions de la Garde aéroportées. Un autre ordre, tard le lendemain, ordonnait à ces divisions, avec l'artillerie de soutien, de se diriger en toute hâte vers la région de Stalingrad par chemin de fer.

## Bataille de Stalingrad
Au milieu du mois, il est clair que la 6e armée allemande sera bientôt en mesure de lancer une avance générale sur la ville via Kalatch. En planifiant sa défense, le commandant du front Sud-Est, le colonel-général Andreï Ieremenko, ordonne à la 1re armée de la Garde de déployer ses divisions le 14 au soir.
Dans la nuit du 18 au 19 août, Ieremenko donne de nouveaux ordres, demandant de multiples contre-attaques afin de bloquer la 6e armée. Les 41e, 38e et 40e divisions de fusiliers de la Garde doivent attaquer depuis Kremenskaïa (en) et Chokhinski (en)vers le sud. En raison de la sous-estimation par Ieremenko de la force de la 6e armée (son ordre exigeait que les trois divisions attaquent une force allemande presque deux fois supérieure à leur taille combinée), du peu de temps disponible pour se préparer et du manque d'artillerie, de blindés et de soutien aérien, la contre-attaque n'avait aucune chance de réussir, même si du terrain est gagné. Malgré cela, en tenant les têtes de pont de Kremenskaïa et Sirotinskaïa (en) au sud du Don, la 1re armée de la Garde prépare le terrain pour les futurs évènements de la campagne. Les contre-attaques prennent fin le 22 août et le 31 la 1re armée de la Garde remet ses trois divisions et les têtes de pont à la 21e armée soviétique.

### Offensives Kotlouban
L'ordre de réaffectation des 41e et 38e divisions de la Garde à la 21e armée est rapidement annulé et toutes deux retournnt à la 1re armée de la Garde le 3 septembre. L'armée est désormais sous le commandement du front de Stalingrad et, pendant ces jours, elle se déplace vers l'est de Kletskaïa à travers le Don jusqu'à Sadki, 25 km au nord-est de Kotlouban. Les forces de la 6e armée qui avaient atteint Stalingrad fin août dépendent toujours d'un étroit couloir allant du Don à la Volga pour leur ravitaillement et le général Joukov, nouveau commandant suprême adjoint, est déterminé à couper ce couloir et à faire la jonction avec la 62e armée au sud. Le major-général Moskalenko, commandant de la 1re armée de la Garde, reçoit de Joukov le 30 août l'ordre de lancer l'offensive le 2 septembre, mais trouve cela impossible à réaliser. Entre autres problèmes, les 41e et 38e Gardes (plus le 7e corps de chars en soutien) doivent effectuer une marche de redéploiement de parfois 200 km. Finalement, en raison du manque de carburant, l'attaque est reportée au 3 septembre à 5 heures du matin. L'armée affronte les 3e et 60e divisions motorisées du 14e Panzerkorps sur son secteur d'attaque à l'est de Kouzmitchi (en).
La 4e armée de chars avait attaqué le couloir plus à l'ouest le 2 septembre, une initiative destinée à soutenir l'assaut de Moskalenko mais qui échoua lamentablement. La 1re armée de la Garde se lance à 5 heures 30 après une préparation d'artillerie faible et inefficace ; les 41e et 38e division de la Garde, toujours en progression, sont en deuxième échelon avec la 84e division de fusiliers. En attaquant sur un terrain plat et sans arbres, face à des positions allemandes bien préparées, les chars et les fusiliers soviétiques avancent de jusqu'à 4 kilomètres et réduisent de moitié la largeur du couloir avant que l'attaque s'enlise devant les points fortifiés allemands après avoir subi d'importantes pertes. À 17 heures, la division est concentrée dans la région de Sukhaya Karkagon Balka - colline 132,9 - colline 126,0. Les 38e et 84e divisions de la Garde s'engagent dans l'offensive le lendemain, mais la 41e reste en réserve. Elle entre en action lorsque l'offensive est renouvelée le 5 septembre et, à 15 heures, elle combat le long des pentes nord-ouest de la colline 143.6 et sur les pentes sud-est de la colline 145.1. Il est désormais clair que l'offensive, à laquelle s'étaient jointes, les nouvelles 24e et 66e armées, est au point mort, même si, sous la pression de Staline, Joukov persiste jusqu'au 13 septembre.
Au cours des jours suivants, un regroupement majeur a  lieu parmi les forces soviétiques et la division passe sous le commandement de la 66e armée à l'est. Lorsque la deuxième offensive de Kotlouban commence le 18 septembre, elle forma un groupe de choc avec la 38e division de fusiliers de la Garde et la 116e division de fusiliers, attaquant un secteur d'environ 8 km sur l'aile droite de l'armée à l'ouest de la rivière Soukhaïa Metchietka (ru) et au nord de la cote 139,7. Cette force d'environ 18 000 hommes et quelques chars de soutien d'infanterie affrontait deux régiments des 3e et 60e divisions motorisées allemandes, soit environ 5 000 hommes appuyés par 30 à 40 chars. Avec un rapport de force peu favorable, la 68e armée est incapable d'avancer après avoir lancé son offensive à 8 h 0.
Au cours des combats de ce jour et du lendemain, l'armée n'a eu aucun succès, faisant environ 20 000 victimes. Compte tenu de la force initiale du groupe de choc, c'est un coup dévastateur pour les trois divisions. En prévision d'une troisième offensive, qui commence le 23 septembre, les restes de la 41e division de la Garde sont déplacés vers l'ouest vers la 24e armée, mais cette armée est également contrecarrée par la résistance allemande dès le début et perd 6 305 hommes jusqu'au 26 septembre. Le 11 octobre, la division passe de la 4e armée de réserve, au sein de la réserve du haut commandement suprême, où elle fut affectée au 4e corps de fusiliers de la Garde.

## Opération Petit Saturne
Dans le cadre de la planification d'une contre-offensive stratégique contre les forces allemandes à Stalingrad, la STAVKA ordonne le 22 octobre que le front du Sud-Ouest soit reformé d'ici le 31 octobre, au nord du Don et dans les têtes de pont au sud de celui-ci. Le lendemain, elle ordonne en outre la formation d'une nouvelle 1re armée de la Garde, basée sur la 4e armée de réserve, qui doit se former à 150 à 190 km au nord de Serafimovitch et être prête au combat le 10 novembre sous le commandement du major-général Tchistiakov. À cette époque, le 4e corps de la Garde comprend les 41e et 35e divisions de la Garde ainsi que la 195e divisions de fusiliers. Le 1er novembre, l'armée prend les positions de la 63e armée le long du Don et prend le commandement de ses trois divisions.
L'opération Uranus avait réussi à encercler la 6e armée et une partie de la 4. Panzerarmee dans la région de Stalingrad à la fin du 22 novembre. À ce moment-là, la STAVKA planifie son offensive suivante, provisoirement baptisée Opération Saturne, dans le but de libérer Rostov-sur-le-Don et de piéger toutes les forces de l'Axe dans la région du Caucase. Le 28, un groupe opérationnel sous le commandement du lieutenant-général Kouznetsov est formé sur l'aile droite (ouest) de la 1re armée de la Garde, composée des 4e et 6e corps de fusiliers de la Garde, du 18e corps de chars, de la 22e brigade de fusiliers motorisés et de l'artillerie de soutien. Sa mission principale est de former la pince droite de l'opération qui doit envelopper et détruire la 8e armée italienne.
La tentative allemande de soulager les forces à Stalingrad, l'opération Tempête d'Hiver, oblige le redéploiement de la 2e armée de la Garde sur le front du Don et la STAVKA commençait à planifier l'opération Petit Saturne, moins ambitieuse, avec les 1re et 3e armées de la Garde, la 5e de Choc et une partie de la 6e armée. Depuis que la 3e armée de la Garde avait été créée à partir de l'aile gauche de la 1re armée de la Garde, cette dernière est désormais entièrement sous le commandement du général Kouznetsov et son groupe de choc était composé de deux corps de fusiliers de la Garde et de trois corps de chars, appuyés par un corps de fusiliers et un corps de chars de la 6e armée. Ensemble, cette force doit attaquer à travers le Don depuis la région de Verkhni Mamon (en), toujours dans le but de pénétrer les défenses italiennes. L'offensive débute le 16 décembre face à la 5e division d'infanterie Cosseria (en) et à la 3e division d'infanterie Ravenna (en) plus un régiment de sécurité allemand. Au cours des premières 24 heures, les divisions italiennes parviennent à bloquer les attaquants qui ne progresse que d'un peu plus de 3 km tandis le brouillard gêne l'observation de l'artillerie soviétique de soutien. Les 41e et 44e divisions de la Garde, qui sont au premier échelon de leurs corps respectifs, rencontrent une résistance particulièrement forte. Du jour au lendemain, les 6e et 1re armées de la Garde regroupent donc leurs divisions et mettent leurs blindés en soutien direct à l'infanterie. Cette approche interarmes provoqua rapidement une déroute complète des forces de l'Axe dans tous les principaux secteurs d'attaque et le 17e corps de chars perce la frontière entre les divisions Cosseria et Ravenne en fin d'après-midi. Au soir du 18 décembre, la majeure partie de la 8e armée italienne fuit en désordre ou est encerclée dans des localités ou des poches à travers la campagne, rapidement réduites par l'infanterie qui suit les chars,.
Le 24 décembre, les forces mobiles soviétiques ont percé sur près de 200 km à l'arrière du groupe d'armées B allemand. À partir du 28 décembre et jusqu'au lendemain, la 195e division de fusiliers du 4e corps attaque vers Bondarevka et les 35e et 41e divisions de la Garde assiègent la ville de Tchertkovo, un centre de communications tenu par les Allemands et des troupes italiennes. Au cours des dix jours suivants, le corps continue à se battre pour ces positions alors que l'avancée du côté ouest de la pénétration de la 1re Armée de la Garde devient une impasse. L'armée assiège Tchertkovo, Millerovo et d'autres points forts et retarde également l'avancée du détachement d'armée allemand du général Fretter-Pico envoyé pour dégager ces positions.

### Vers le Donbass
Le front du Sud-Ouest reprend l'offensive le 30 janvier 1943 à 8 h 50 après une préparation d'artillerie. Les forces de l'Axe opposent une résistance obstinée mais sont repoussées dans tous les secteurs et les Soviétiques avancent de 15 km le long de l'axe principal. La 1re armée de la Garde, en coopération avec le groupe mobile du lieutenant-général Popov, attaque sur son flanc droit tout au long de la journée. Une partie de la 41e division de la Garde bloque Novo-Astrakhan tandis que le reste capturent Buntchouzhna, Pestchana et Zhitlovka avec les autres unités du 4e corps de la Garde.
Dans un autre rapport du 18 février, Vatoutine ordonne que le 4e corps de la Garde, qui comprend désormais les 35e et 41e divisions de fusiliers de la Garde et la 244e division de fusiliers (ru), soit subordonné à la 6e armée. Kharkov avait été libérée par les forces du front de Voronej le 16, et Vatoutine ordonne maintenant à cette armée de frapper à l'ouest et au sud-ouest en direction de Zaporojié et de Melitopol.
Le 20 février, le groupe d'armées Sud lance sa contre-attaque contre les forces soviétiques débordées : les divisions de fusiliers des deux fronts sont désormais réduites à environ 1 000 hommes avec une poignée de canons et peut-être 50 mortiers chacune. La 6e armée, ainsi que le groupe mobile de Povov, sont frappés par le SS Panzerkorps avançant depuis Kransograd. Malgré cela, le commandant de l'armée, le lieutenant-général Kharitonov continue à se diriger vers le Dniepr conformément à ses ordres. Le 48 Panzerkorps rejoint l'offensive le 22 février. À présent, la situation devient  claire pour les commandants soviétiques et le 4e corps de la Garde reçoit l'ordre de commencer à se retirer vers l'est. Le 25 février, un groupe hétéroclite de restes soviétiques tente d'arrêter le 40e Panzerkorps à Barvenkovo avant qu'il ne puisse atteindre le nord de la rivière Donets et réussit à tenir jusqu'à l'après-midi du 28. Début mars, ce qui restait de la 41e Garde et de son corps sont sous le commandement direct du front Sud-Ouest.

## Course vers le Dniepr
Dans les premières semaines de mars, les blindés allemands se tournent vers le nord, reprenant Kharkov le 15 et Belgorod le 18. Ceci, ainsi que le début de la rasputitsa du printemps, permettent à la 6e armée soviétique, durement réduite, de commencer à reconstruire à l'est du Donets. Début avril, la division revient sous le commandement de l'armée, rejoignant le nouveau 30e corps de fusiliers avec les 38e et 62e divisions de fusiliers de la Garde. Un mois plus tard, celui-ci est rebaptisé 26e corps de fusiliers de la Garde et la division restera sous ces commandements jusqu'en juillet. Le 23 juin, le colonel. Konstantin Nikolaevitch Tsvetkov succède au colonel Sarkisyan et restera à ce poste jusqu'à l'après-guerre, étant promu au grade de général de division le 25 octobre.
Avant le début de l'offensive Polkovodets Roumiantsev, la 41e division de la Garde est de nouveau transférée, maintenant au 64e corps de fusiliers de la 57e armée, toujours sur le front sud-ouest. Dans ce corps, elle rejoint les 24e et 113e divisions de fusiliers. Le 9 août, cette armée rejoint l'offensive à l'est de Kharkov contre le 40IIe corps d'armée du détachement d'armée Kempf et libère Tchougouïev deux jours plus tard. Le 16 août, lors des combats pour le village de Vachichtchevo, le lieutenant Sergeï Orechkov (ru), chef de peloton au 124e régiment de fusiliers de la Garde et commandant par intérim de sa compagnie, bloque avec son corps la mitrailleuse d'un bunker allemand attaqué par ses hommes. Il sera nommé à titre posthume Héros de l'Union soviétique le 20 décembre 1943. À la fin du 22 août, les forces allemandes commencent à se retirer de Kharkov et des éléments des 57e et 69e armées y entrent le lendemain. À peu près au même moment, la 57e armée est réaffectée au Front de la steppe, et la division est également réaffectée au 27e corps de fusiliers de la Garde. Elle restera dans ce front (à compter du 20 octobre, le 2e front ukrainien ) pendant les 12 prochains mois.
Quelques jours plus tard, la division avance de nouveau vers le Dniepr. Le 6 septembre, le front de la steppe est dirigé vers Krementchoug et les éléments de tête de la 7e armée de la Garde dégagent un passage au sud-ouest de la ville dans la nuit du 25 septembre  La nuit suivante, la division commence sa propre opération de passage, dirigée par le lieutenant-colonel Alexandre Filippovitch Belyaev, commandant de division par intérim et ancien chef d'état-major de la division. Les troupes d'assaut s'emparent du village de Soshinovka sur la rive droite et y forment une tête de pont. Pour la seule journée du 28 septembre, le colonel Belyaev dirige la résistance face à huit contre-attaques allemandes et le 3 novembre, il est recommandé pour l'étoile d'or de héros de l'Union soviétique. Il est tué au combat le 11 décembre près de Kirovograd et sa récompense a été décernée à titre posthume le 20 décembre.
Avant la fin septembre, le 27e corps de la Garde est dissous et la 41e Garde passe sous le commandement du 68e corps de fusiliers. Le 7 octobre, le commandant du front, le général d'armée Konev prévoit de poursuivre la percée vers Piatikhatka et Krivoi Rog avec cinq armées, dont la 57e. Le 19 octobre, le premier de ces objectifs est pris, mais une tentative de la 5e armée blindée de la Garde de prendre le second est stoppée par la 11e Panzer Division. Avant la fin du mois, la division quitte le 68e corps et la 57e armée pour passer sous le commandement direct du front.

### Kirovograd et Korsoun-Chevtchenkovski
Le 13 novembre, le 2e front ukrainien établit de petites têtes de pont des deux côtés de Tcherkassy et élargit rapidement celle du nord jusqu'à menacer d'engloutir la ville et de déchirer le front de la 8e armée allemande. Plus tard ce mois-là, la divisionpasse au 25e corps de fusiliers de la Garde de la 7e armée de la Garde, positionné au nord-est de Kirovograd. Pendant la majeure partie du mois de décembre et jusqu'en janvier 1944, le front est généralement engagé dans des batailles d'usure, mais le 5 de ce mois, il lance un coup puissant à la frontière entre les 8e et 6e armées allemandes avec deux groupes de choc, dont l'un était composé de la 7e armée de la Garde et 5e armée de chars de la Garde. L'assaut pénètre en quelques heures jusqu'à Kirovograd et le lendemain balaie le nord et le sud de la ville, encerclant le 47e Panzerkorps. Le groupe d'armées Sud intervient avec deux divisions de panzer et le 8 janvier, le 47e Corps abandonne la ville et se replie vers l'ouest.
La STAVKA lance une nouvelle opération le 25 janvier pour dégager ce qui reste des positions allemandes sur le Dniepr. La 4e armée de la Garde perce le front de la 8e armée au sud-ouest de Tcherkassy, ouvrant la voie à un double enveloppement classique en coopération avec des éléments du 1er front ukrainien. Tandis que la 8e armée allemande demande la permission d'évacuer sa position désespérée, les fers de lance soviétiques se réunissent à Chpola dans l'après-midi du 28, encerclant 56 000 hommes des XIe et 40IIe corps d'armée. À présent, la 41e division de la Garde avait été transférée au 24e corps de fusiliers de la 7e armée de la Garde. Le 1er février, le commandant du groupe d'armées Sud, le général von Manstein, ordonne une opération de secours. Cette attaque commence le 4 février mais et considérablement ralentie par la boue et le brouillard, ainsi que par les forces des 1er et 2e fronts ukrainiens avançant pour fermer la poche. La percée allemande pour sortir de la poche commence peu avant minuit le 11 et prend d'abord les Soviétiques par surprise, mais s'enlise rapidement. Un nouvel effort est lancé après la tombée de la nuit le 16 février  Lors des combats du 17 février, deux hommes de la division sont devenus des héros de l'Union soviétique. Le Garde Nikolaï Iegorovitch Serguienko (ru) prend le commandement de son escouade pendant les combats dans le village de Pochapintsy et organise une défense contre l'évasion qui a tué ou blessé plus de 100 officiers et soldats allemands et en a fait 43 autres prisonniers. Le sous-lieutenant Guimaï Chaïkhoutdinov (ru), commandant une batterie du 89e régiment d'artillerie de la Garde dans le village de Jourjintsi, dirige le tir de ses canons contre les forces allemandes en fuite et, une fois leurs obus épuisés, organise ses hommes en infanterie pour une défense circulaire réussie de leur position. Les deux hommes reçoivent leurs étoiles d'or le 13 septembre ; Chaïkhoutdinov a survécu à la guerre, mais Serguienko a été tué à Vienne en avril 1945,. En reconnaissance de son rôle dans cette bataille, la division a reçu son premier titre honorifique, Kourson-Chevtchenkosvki.
Pendant la bataille, la division passe sous le commandement du 21e corps de fusiliers de la Garde de la 4e armée de la Garde ; elle reste dans cette armée pour la durée de la guerre, soit dans le 21e soit dans le 20e corps de fusiliers de la Garde, à une brève exception près.

## Offensives de Jassy-Kichinev
Pendant l'offensive Ouman-Botoșani en mars, la 4e armée de la Garde, commandée par le lieutenant-général Galanine, forme l'aile gauche de son front qui se dirige à travers l'ouest de l'Ukraine vers le fleuve Dniestr et la frontière avec la Roumanie. La 41e division avait brièvement servi auparavant sous les ordres de Galanine dans la 24e armée près de Stalingrad. Les objectifs des armées du flanc gauche (y compris la 5e de la Garde et la 53e ) sont de traverser la rivière, de capturer les villes d'Orgeev, Dubosarry, Grigoriopol et Tachlik (en), et d'exploiter la capture de Kichinev en collaboration avec le 3e front ukrainien. La 4e Armée de la Garde, qui avait déjà effectué une traversée fin mars avec son corps de tête, est dirigée vers le sud dans les premiers jours d'avril en direction d'Orguéev sur la rive nord de la rivière Răut, 40 km au nord de Kichinev.
Galinine lance son attaque à l'aube du 3 avril. Le 20e corps de la Garde (5e, 6e et 7e divisiosn aéroportées de la Garde, 41e et 62e divisions de fusiliers de la Garde ) est déployé au centre de l'armée, flanqué du 21e corps de la Garde et du 75e corps de fusiliers. Ils affrontent le gros des 47e et 40e Panzerkorps de la 8e armée allemande. Ce dernier corps, avec un groupement tactique de la 13e Panzerdivision, défend une tête de pont entre le Dniestr et le Răut au nord et au nord-est d'Orgeev. Le 40 Panzerkorps défend une grande tête de pont à l'est du Dniestr, au nord-est de Grigoriopol. Les deux corps de Gardes ne réussissent à avancer que de 3 à 5 km contre une résistance allemande qui se raidit, tandis que le 75e corps s'enlise le long de routes boueuses bien à l'arrière.
Lors d'un regroupement, juste au début de l'assaut, la 3e Panzer Division est chargée de la tête de pont au nord d'Orguéev, ancrant sa défense sur le point fort du village de Sousleny, 13 km au nord-est de la ville. De plus, la 11e Panzer Division prend des positions de réserve au sud d'Orguéev.
L'offensive de l'armée soviétique reprend le 5 avril. Cinq divisions du 20e corps de la Garde, dont la 41e, attaquent les défenses des 13e et 3e Panzer Divisions à l'ouest et au nord d'Oguéev, mais ne réalisent que des gains modestes lors de combats intenses. Après que la 5e division aéroportée de la Garde a échoué à prendre la ville de la marche, elle est renforcée par la 41e division de fusiliers de la Garde et les deux divisions reçoivent l'ordre de se regrouper pour une attaque coordonnée le lendemain. Attaquant à l'aube, les deux divisions prennent d'assaut les positions du 13e Panzer et capturent la ville, tandis que la 5e division aéroportée réussit à s'emparer d'une petite tête de pont dans le terrain marécageux de l'autre côté du Răut. Durant les deux jours suivants, les Gardes des deux divisions s'acharnent pour prendre la cote 185 qui dominait la tête de pont et y parviennent malgré l'intervention d'éléments de la 11e Panzer. Le 9 avril, la tête de pont est large de 7 km et profonde de plus de 3 km, mais l'arrivée du reste de la 11e Panzer stoppe toute avancée supplémentaire. Les forces allemandes lancent des contre-attaques répétées le 11 avril alors que les deux camps se renforcent. Pendant ce temps, la 3e Panzer est forcée de quitter Sousleny et se retire à travers le Răut, ce qui permet au 21e corps de Garde de forcer également la rivière et de rejoindre le 20e corps de Garde. La tête de pont est élargie, mais le coût des combats pour les deux camps avait été très élevé. Les divisions de la 4e armée de la Garde n'ont plus qu'une force de combat d'environ 5 000 hommes chacune et ne sont plus capables de mener des opérations offensives. Le 18 avril, Konev autorise Galinine à passer en défensive.

### Deuxième offensive de Jassy-Kichinev
Au cours des trois mois suivants, l'armée reste à peu près sur le même chemin tandis que ses forces sont reconstruites. Il est noté en juillet que le personnel de la 41e division de la Garde était composé d'environ 20 pour cent de Russes et de 80 pour cent d'Ukrainiens. Dans le plan de la nouvelle offensive, l'effort principal du 2e front ukrainien doit être déployé dans la partie ouest de son secteur entre Jassy et Târgu Frumos et la 4e armée de la Garde a pour tâche de maintenir solidement sa ligne jusqu'à ce que le premier soit pris par la 52e armée, avant d'attaquer le long de la rive est de la rivière Prout pour aider le groupe Kichinev à encercler des forces de l'Axe.
L'offensive principale commence le 20 août, mais l'armée n'est engagée que dans la matinée du 22 août, dirigée par le 78e corps de fusiliers et la 5e division aéroportée de la Garde du 20e corps. Ce groupe de choc perce les défenses de l'Axe sur 12 km entre Bogdanesti et Pyrlica, et à 15 heures la ville d'Ungheni est prise puis d'autres passages du Prout sont capturés. À la fin de la journée, la pénétration atteint 25 km de profondeur et la 376e division d'infanterie allemande est mise en déroute et subit de lourdes pertes. Le lendemain, les forces de l'Axe devant l'armée sont en pleine retraite, déterminées à se retirer du piège formé autour de Kichinev et à s'échapper à l'ouest du Prput. Le 20e corps de la Garde lance son attaque avant l'aube avec deux divisions. À la fin de la journée, le Corps avait atteint Gauryany jusqu'à Selichte puis avance vers l'est. L'objectif clé du 24 août était de rejoindre le 3e front ukrainien et d'achever l'encerclement, et tout au long de la journée, le Corps avance sans rencontrer de résistance sérieuse, rencontrant des éléments du 3e front ukrainien le long du Prout. Kichinev est occupé le même jour et deux régiments de la 41e division sont honorés du titre de Chisnau pour leur rôle dans l'opération.
Le 15 septembre, le 124e régiment de fusiliers de la Garde reçoit l'Ordre de Koutouzov, 3e degré, pour sa participation à la bataille pour la ville. 
Le matin du 25 août, le 7e corps d'armée allemand en retraite se trouve aux passages de Prout dans la région de Kotoumori avec quelques unités déjà de l'autre côté de la rivière et des éléments arrière de celui-ci et le IVe corps d'armée s'entassant près des ponts. Tandis que le 78e Corps engageait ces forces, le 20e Corps de la Garde poursuivait son avance, rejoignant l'arrière de la 5e armée de choc. Au cours de la journée, la forte pression de la 5e armée de choc et de la 57e armée brise la 6e armée allemande encerclée. Au matin du 28 août, la 4e armée de la Garde se déplace vers le sud-ouest jusqu'à la région de Vaslui, au confluent des rivières Vaslui et Bârlad. Les restes des forces allemandes et roumaines, après avoir franchi le Prout, se cherchent également à fuir par Bârlad. Le lendemain, Konev ordonne à l'armée de poursuivre son avance à l'ouest de la rivière en direction de Bârlad et de nettoyer les éléments de l'Axe cachés dans les bois le long de sa route de marche. Les 10 000 derniers d'entre eux n'ont finalement été réduits que du 1er au 4 septembre dans la zone à l'ouest de la rivière Siret et à l'est d'Onești.

## Offensive de Budapest
Plus tard en septembre, la 41e division de la Garde est replacée dans la réserve du haut commandement suprême où elle rejoint le 21e corps de la Garde, toujours au sein de la 4e armée de la Garde. L'armée reste dans la réserve jusqu'en novembre lorsqu'elle est réaffectée au 3e front ukrainien, où elle restera jusqu'à la fin de la guerre. Le 24 novembre, le Corps atteignit la rive est du Danube, de Nagyvadasz à Mohács. Pendant la nuit, la division traverse la rivière par des moyens improvisés au sud-est de cette dernière et, le 26 à 18 heures, après avoir capturé Mohács, elle se joint aux forces de la 57e armée attaquant vers le sud. Une partie du succès de la division dans cette opération est attribuée au fait d'avoir placé toute son artillerie légère et ses mortiers dans sa tête de pont au cours des premières 24 heures. À la fin du 8 décembre, toute la 4e armée de la Garde a atteint une ligne entre les lacs Velence et Balaton, sur laquelle elle passe sur la défensive. Le 6 janvier 1945, la division reçoit le titre honorifique de « Danube » pour ses succès dans cette traversée ; à la même date, le 126e régiment de fusiliers de la Garde reçoit la même distinction, tandis que le 124e fusilier de la Garde reçoit l'ordre de Souvorov, 3e degré et que la 89e artillerie de la Garde reçoit l'ordre d'Alexandr Nevsky pour ses victoires dans les combats pour Szekszárd, Kaposvár, Paks, Bonyhád et Dombóvár. 

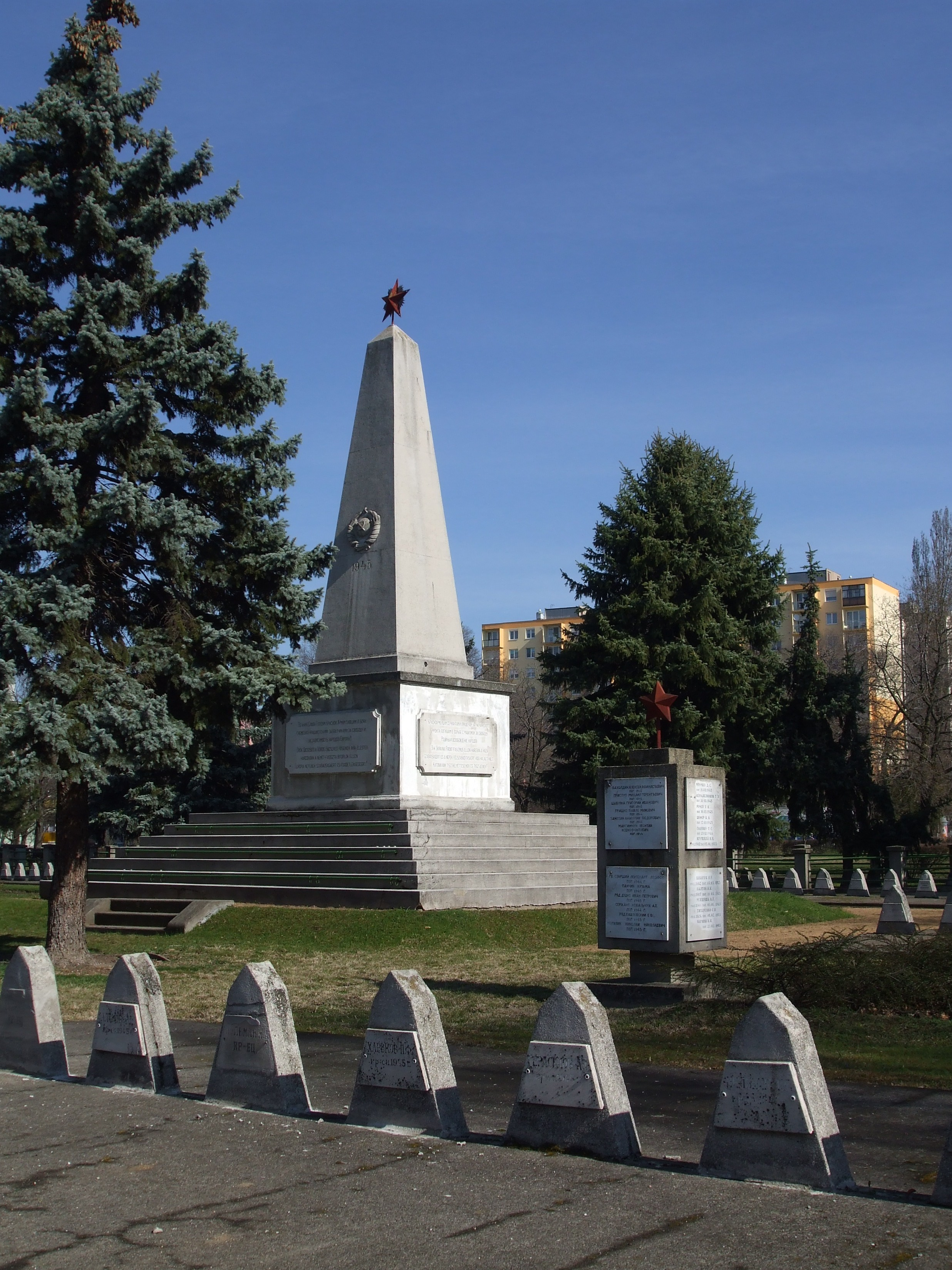
Mémorial soviétique aujourd'hui à Székesfehérvár

Le 20 décembre, la division est déployée dans la direction de Budapest et le 21e corps de la Garde se compose des 41e, 62e et 69e divisions de fusiliers de la Garde . Le même jour, la 46e armée lance une attaque le long du front de Baracska dans le but de percer la « ligne Margarita » et pénètre bientôt les défenses de l'Axe. La 4e armée de la Garde rejoint bientôt l'offensive. La 41e Garde apporte un appui-feu à la 252e division de fusiliers avant d'attaquer elle-même à 13 h 30 et après avoir repoussé les contre-attaques, elle a occupé Tác en fin de journée. Dans la nuit, l'armée avance jusqu'à 3 km et capture plusieurs points forts aux abords de Székesfehérvár et Kisfalud. Fin décembre, cette première place est encerclée sur trois côtés. La 41e division de la Garde cède son secteur de combat à la 252e division et reprend les positions de la 93e division de fusiliers à la périphérie nord de Székesfehérvár, tandis que la division est réaffectée au 135e corps de fusiliers.
En décembre, les 2e et 3e fronts ukrainiens parviennent à encercler et assiéger Budapest, mais le 2 janvier, les forces allemandes lancent une série de contre-attaques depuis la zone au sud-est de Komárom dans le but de dégager la poche. Cet assaut frappe le 31e corps de fusiliers de la Garde et le repousse. L'armée est forcée de se regrouper et la 41e est l'une des quatre divisions de fusiliers, ainsi que des éléments du 5e corps de cavalerie de la Garde, déployées pour couvrir le secteur de percée depuis le sud-est et le sud. Au cours des trois premiers jours, la contre-offensive allemande gagne jusqu'à 30 km et atteint les abords de Bicske, mais s'arrête peu de temps après.
Le même jour, le front reçoit l'ordre de contre-attaquer avec sa 4e armée de la Garde, le 5e corps de cavalerie de la Garde, le 18e corps de chars et son 1er corps mécanisé de la Garde depuis le nord-ouest de Bicske vers Komárom. Ce plan est mis de côté lorsque les forces allemandes reprennent leurs attaques le 7 janvier, désormais depuis la zone au nord-ouest de Székesfehérvár, mais elles ne font que de légers progrès et son contraintes le 13 janvier d'arrêter leurs opérations offensives sur l'ensemble du front. L'offensive reprend le 18 janvier avec jusqu'à 130 chars et canons d'assaut et jusqu'à 60 semi-chenillés blindés, et réussit à percer les défenses du 135e corps sur un front de 20 km. L'armée engage le 7e corps mécanisé dans les combats mais avant qu'il puisse arriver, les chars allemands atteignent le canal de Sarviz et infligent de lourdes pertes aux unités du 135e corps. Le 21e corps de Gardes est déplacé pour renforcer les défenses près de Székesfehérvár ; à ce moment-là, la 41e Garde est déployée 12-14 km au nord de cet endroit et revient bientôt à ce commandement pour la durée. Les combats défensifs dans cette zone se poursuivent jusqu'au 27 janvier, date à laquelle la 4e armée de la Garde passe à l'attaque à 10 heures pour éliminer les pénétrations allemandes. Ceci est en grande partie achevé le 3 février et dix jours plus tard, les forces de l'Axe à Budapest se rendent.

### Offensive de Vienne
La 4e armée de la Garde joue un rôle relativement mineur dans les actions défensives lors de l'opération allemande Frühlingserwachen, qui débute le 6 mars. Une fois l'attaque stoppée, la contre-offensive soviétique commence le 16 et le 18 mars, en coopération avec la 9e armée de la Garde, elle perce le IVe SS Panzerkorps entre Mór et le lac Velence. Ce succès prépare le terrain pour l'avancée sur Vienne. Le 27 mars, les deux armées, désormais jointes à la 6e armée blindée de la Garde, traversent la rivière Raab sur un large front à l'ouest de Kőszeg. Le 30 mars, la 4e armée de la Garde commence à se diriger vers le nord-ouest de Vienne, contribuant à l'encercler partiellement et à la rendre intenable. Le 5 avril, la 41e Garde est récompensée pour son rôle dans les batailles de Budapest par l'attribution de l'Ordre de Souvorov, 2e degré, tandis que le 126e régiment de fusiliers de la Garde et le 89e régiments d'artillerie de la Garde reçoivent chacun l'Ordre de Koutouzov, 3e degré  .  et le 124e régiment de fusiliers de la Garde reçut le nom de la ville à titre honorifique.
Le 11 avril, la 4e armée de la Garde prend d'assaut les canaux de Vienne et la ville tombe deux jours plus tard. La division y fut affectée en garnison pendant les semaines suivantes et, le 26 avril, le 126e régiment de fusiliers de la Garde fut en outre décoré de l'Ordre de Souvorov, 3e degré, pour sa participation à la prise des villes de Chorno et Sárvár en Hongrie.  Début mai, la division s'avança vers l'ouest de l'Autriche où elle rejoignit les forces américaines dans la région de Waidhofen an der Ybbs .[réf. nécessaire]

## Après la guerre
Après la fin des combats, le 122e régiment de fusiliers de la Garde fut décoré le 17 mai de l'Ordre de Koutouzov, 3e degré, pour sa participation à la prise de Vienne.  En juin, la division a déménagé dans la région de Neunkirchen. Elle y resta stationné jusqu'en septembre. Selon la directive Stavka n° 1/00384 du 11 octobre, la 41e division de fusiliers de la Garde est réorganisée en la 18e division mécanisée de la Garde.
Du 19 avril au 23 avril 1946, la division est redéployée dans la ville de Pecs ( Hongrie ). En juin 1946, la division fut redéployée dans la ville de Tcherkassi du district militaire de Kiev  .
Au printemps 1957, conformément à une directive du 30 mars 1957, la réorganisation de la 18e division mécanisée de la Garde en division de chars débute. Le 4 juin 1957, la division reçoit un nouveau numéro, 35e division de chars de la Garde . En mai 1960, la division fait partie de la 1re armée.
Le 12 février 1965, conformément à l'arrêté du ministère de la Défense de l'URSS n° 003 du 11 janvier 1965, afin de préserver les traditions militaires, le numéro porté pendant la Seconde Guerre mondiale est restitué à la division, qui devient 41e division de chars de la Garde .
Le 9 mai 1970, la 41e division de chars de la Garde reçoit l'Ordre de Koutouzov, 2e classe, à l'occasion du 25e anniversaire de la victoire dans la Grande Guerre patriotique.
Le 1er septembre 1990, par les directives des Forces armées NSH de l'URSS n° 314/3/0392 du 2 mars 1990 et KKVO n° 15/1/04402 du 17 mars 1990, la 41e division de chars de la Garde devient la 6298e base de stockage de matériel de la Garde. Lors de la transformation, les chars de la division sont transférés à la 5193e base de stockage de matériel dans la ville d'Ouman, et un peu plus de 40 véhicules blindés de commandement restent à Tcherkassy .
Le 1er septembre 1997, la 6298e base de stockage est dissoute et son drapeau de bataille est remis au quartier général du district militaire de Kiev .